# Runyankende
Runyankende är ett periodiskt vattendrag i Burundi.   Det ligger i provinsen Muyinga, i den nordöstra delen av landet, 130 kilometer nordost om huvudstaden Bujumbura.
I omgivningarna runt Runyankende växer huvudsakligen savannskog. Runt Runyankende är det ganska tätbefolkat, med 96 invånare per kvadratkilometer.